# جون غلاد
جون غلاد (بالإنجليزية: John Glad)‏ هو مترجم أمريكي، ولد في 31 ديسمبر 1941 في غاري في الولايات المتحدة، وتوفي في 4 ديسمبر 2015 في واشنطن العاصمة في الولايات المتحدة بسبب مرض باركنسون.